# NUFORC
Nacionalna središnjica za prijavu NLO-a (eng. National UFO Reporting Center; akronim NUFORC), neprofitna organizacija u SAD-u, koja se bavi istraživanjem viđenja NLO-a i fenomenom bliskih susreta. Godine 1974. osnovao ju je Robert J. Gribble. Organizacija posjeduje katolog od preko 90.000 prijava viđenja NLO-a. Središnjica zaprima 0-24 sata na dan prijave građana o fenomenima na nebu ili na tlu, povezani s neidentificiranim letećim objektima.

## Vanjske poveznice
- National UFO Reporting Center  Arhivirana inačica izvorne stranice od 5. listopada 2007. (Wayback Machine), pristupljeno 19. lipnja 2020. (engl.)